# Woking
Woking este un oraș și un district ne-metropolitan din Regatul Unit, reședința comitatului Surrey, situat în regiunea South East, Anglia. Districtul are o populație de 90.700 locuitori, din care 62.796 locuiesc în orașul propriu zis Woking.

## Personalități născute aici
- Ron Dennis (n. 1947), om de afaceri.